# Allan Francovich
Allan Francovich (Nueva York, 23 de marzo de 1941 - Houston, 17 de abril de 1997) fue un productor y director de cine estadounidense que realizó una serie de películas críticas con la CIA.

## Biografía
Hijo de un ingeniero minero que trabajaba para la norteamericana Cerro de Pasco Co., empresa minera establecida en el Perú. Estudió en el Colegio San Pablo, un internado británico a las afueras de Lima, donde fue compañero de Alfredo Bryce Echenique. Asistió a la Universidad de San Marcos de Lima, a la Universidad de Notre Dame, EE. UU., a La Sorbona de París y a la Universidad de Berkeley, donde obtuvo una maestría en Arte dramático. 
En 1970, se casó con la escritora Kathleen Weaver, de quien se divorció en 1985.
En 1980, realizó el documental On Company Business: A Documentary History of the Central Intelligence Agency, acerca de las acciones encubiertas realizadas por la CIA, lo que le valió el Premio de la Crítica Internacional en el Festival de Cine de Berlín y el Premio del Jurado en el Festival de Cine de Leipzig.
En 1994, escribió y dirigió The Maltese Double Cross – Lockerbie, documental acerca del atentado terrorista en el Vuelo 103 de Pan Am, en 1988. La polémica película que causó cierta tensión entre el gobierno británico y el americano, fue prohibida en este último país, pero ganó el premio a Mejor Documental en el Festival de Cine de Edimburgo.
El 17 de abril de 1997, falleció de un ataque al corazón después de pasar las aduanas del Aeropuerto Intercontinental George Bush, Houston, Texas.

## Filmografía

### Como director
- 1994: The Maltese Double Cross – Lockerbie.
- 1992: Gladio
- 1991: Secret History Murder in Mississippi (Historia secreta: Asesinato en Mississippi).
- 1990: Dark Passage (La senda tenebrosa).
- 1987: The Houses Are Full of Smoke (En el humo de esta época).
- 1987: Inside the CIA (Dentro de la CIA)
- 1985: Short Circuit (Cortocircuito).
- 1980: On Company Business.
- 1977: San Francisco Good Times
- 1975: Chile in the Heart (Chile en el Corazón)
- 1973: The Lobster Pot.

### Como productor
- 1993: World in Action (Mundo en acción).
- 1987: The Houses Are Full of Smoke (En el humo de esta época).
- 1987: Inside the CIA (Dentro de la CIA)
- 1985: Short Circuit (Cortocircuito).
- 1977: San Francisco Good Times

- Datos: Q2382518